# Qyzylorda

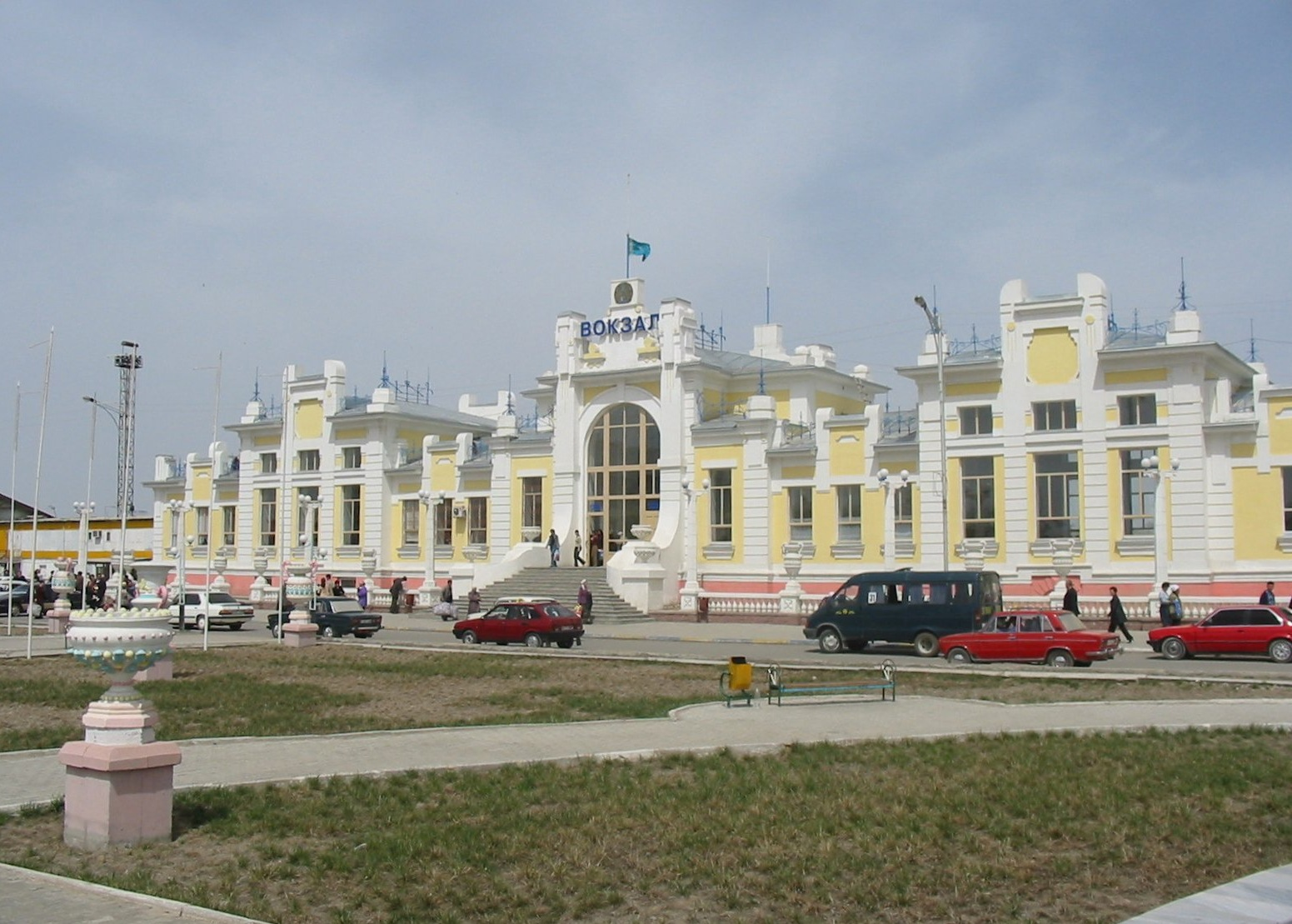
Estação ferroviária de Qyzylorda

Qyzylorda ou Kyzylorda (Қызылорда, em cazaque) é a capital da região de Qyzylorda, no Cazaquistão. Em 1999, sua população era de 157.400 habitantes.